# Jalalpore
Jalalpore is een census town in het district Navsari van de Indiase staat Gujarat. 

## Demografie
Volgens de Indiase volkstelling van 2001 wonen er 16246 mensen in Jalalpore, waarvan 52% mannelijk en 48% vrouwelijk is. De plaats heeft een alfabetiseringsgraad van 74%. 